# マジェスティ ゴルフ
マジェスティ ゴルフ株式会社（英: MAJESTY GOLF Co., Ltd.）は、ゴルフ用品の製造販売のほかトーナメント戦などゴルフ関連事業を行う企業。本社は東京都千代田区。2011年から2017年までは韓国コスモグループ傘下。
かつては、時計や携帯ライター、禁煙パイポ等もグループで手がけていたが、時計や携帯ライター事業は2003年に株式会社マルマンプロダクツへ営業譲渡して株式を売却した他、禁煙パイポ等の健康食品事業は2018年にマルマンH&B株式会社へ移管された後、マルマンH&B全株式は2020年にイワキへ譲渡された。

## 概要
1950年2月に、創業者の片山豊（片山龍太郎の父）が日本ゴールドメタル工業株式会社を設立。その後、1952年に株式会社丸萬に、そして1962年にはマルマン株式会社に商号（社名）変更している。
1955年から時計バンドの製造販売を始め、1959年からはガスライターの販売を始める。その後、ゴルフ用品の製造販売を始め、1971年にはゴルフ用品部門を独立させてマルマンゴルフ株式会社を設立し、カーボンシャフト、メタルウッド、高反発ドライバーなどを開発している。このほか、1977年からはゴルフトーナメントの開催を始めるなど、ゴルフ業界では有名な企業となった。1984年に禁煙グッズの「禁煙パイポ」を開発し、「私はこれ（パイポ）でタバコを止めました。私はこれ（女性）で会社を辞めました」というCMが有名になる。1986年には健康食品の販売を始めている。また、1990年代にはホームセンターを中心に大宇電子のOEM製品を「MARUMAN」ブランドでテレビや家電製品を販売していた。
バブル崩壊後、ゴルフブームの低迷や消費の冷え込みもあり、過剰在庫を抱えて販売不振となったが、2代目社長・片山龍太郎のもと根本的な戦略転換とリストラを断行し再建、高収益企業となりファンドが出資することになった。事業をゴルフ事業と健康食品事業に絞り（選択と集中）、2001年5月にSFCGの大島健伸代表のプライベートファンド傘下の休眠会社2社を受け皿会社として営業譲渡し、株式会社マルマンコーポレーションとマルマンゴルフ株式会社として再出発した。2003年には、株式会社マルマンコーポレーションがマルマンゴルフ株式会社を吸収合併し、事業を1社に集約し、マルマン株式会社と商号（社名）を変更している（細かな経緯は、下記の沿革を参照）。
事業の再生が完了して、2005年7月には大阪証券取引所ヘラクレス市場（現・ジャスダック）に株式を上場（筆頭株主はSFCG代表大島傘下のT・ZONEホールディングス）。2006年以降、会社分割により子会社を設立し、ゴルフ用品販売事業をマルマンゴルフ株式会社（旧・マルマンエンタープライズ、健康食品事業をマルマンバイオ株式会社、海外への販売事業をエムアイトレーディング株式会社としたが、2009年には再び本体が吸収合併した。同年に筆頭株主SFCGが民事再生申立を行なったため、中国系のリーディング証券の取りまとめにより2011年に韓国LG電子の創業一族である許京秀（ホ・ギョンス）が経営する韓国コスモグループの投資会社コスモ&カンパニーが筆頭株主となる。同年、香港と上海に、2013年には北京に現地法人を設立し中国市場開拓にシフトした。
2018年7月6日に事業再編が発表され、同年10月1日付で商号をマジェスティ ゴルフ株式会社へ変更した他、同時に禁煙パイポほか健康食品などの事業はマルマンH&B株式会社へ譲渡された。

## 創業者
創業者の片山豊（1920-1997)は、岡山県出身。島根県立隠岐水産高等学校を卒業、明治大学経営学科卒業後、日本水産に入社し、半年後に経営方針を重役に手紙で送りつけるなどのエピソードを持つ。三河島工場長を務めたのち、1948年独立、マルマンの前身・日本特殊金工業を設立。1960年に国産第一号のガスライターの丸萬製品を販売開始し、ライターが150円から300円ほどの時代に3300円のライターを発売し成功するも、消費財の直販事業｢動くデパート｣で失敗。1971年にマルマンゴルフを設立、金属加工技術の強みを生かして1981年に業界に先駆けてメタルウッド『ダンガン』を発売し爆発的に売れ、急成長する。日本初の電気金張法の完成、ガスライターの開発、世界初の電子ライターの開発、喫煙関連商品・禁煙具、ゴルフ用品、時計、家電、健康食品、宝飾品などの技術開発と事業拡大により、企業グループを形成した。

## 沿革

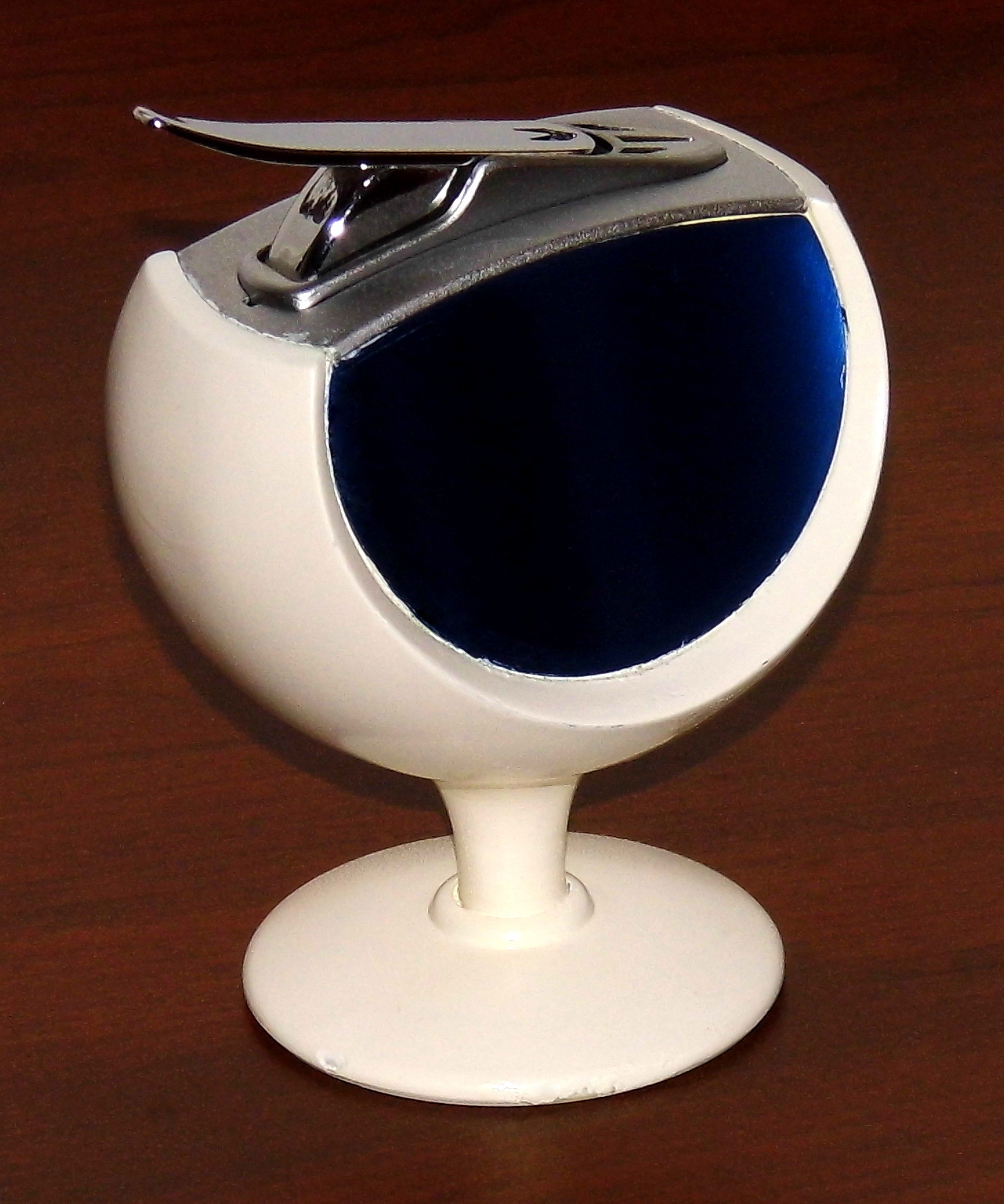
1970年代のライター製品

- 1950年2月 - 日本ゴールドメタル工業株式会社を設立。
- 1952年 - 株式会社丸萬に商号変更。
- 1962年 - 株式会社マルマンに商号変更。
- 1971年 - マルマンゴルフ株式会社（初代）を設立。
- 1978年9月20日 - 株式会社アハト建築設計事務所（東京都中野区）設立。後に休眠会社化。
- 2001年
  - 5月 - 株式会社T-ZONEホールディングス傘下の子会社に営業譲渡をして、再建を図る。創業家との業務上の関係は解消[4]。
    - （旧）株式会社マルマンは、休眠会社の株式会社アハト建築設計事務所に営業譲渡したのち、株式会社不忍商事に商号変更して特別清算。営業を譲り受けたアハト建築設計事務所が、株式会社マルマンコーポレーションに商号変更し、旧マルマンの場所（東京都台東区）に本社を移転し、営業と雇用を継続する。
    - （旧）マルマンゴルフ株式会社は、休眠会社のホウルハート通商株式会社に営業譲渡したのち、松飛台工業株式会社に商号変更して特別清算。営業を譲り受けたホウルハート通商株式会社が、（新）マルマンゴルフ株式会社に商号変更し、営業と雇用を継続する。

  - 9月4日 - マルマンコーポレーションがアルマン株式会社（パイポ事業）を吸収合併。
  - 9月5日 - マルマンコーポレーションが、東京鴻昌株式会社の全株式を取得した上で、同社を株式会社マンセイに商号変更。株式会社マンセイが、民事再生手続中の萬世工業株式会社（時計・時計バンド事業）から全事業を営業譲受。
  - 12月18日 - 株式交換により、株式会社マルマンコーポレーションがマルマンゴルフ株式会社を完全子会社化。
- 2002年
  - 3月1日 - マルマンコーポレーションが株式会社マンセイ（時計・時計バンド事業）を吸収合併。
  - 9月2日 - マルマンコーポレーションが株式会社マルマングループ（バックオフィス業務）を吸収合併。
  - 10月1日 - マルマンコーポレーションが株式会社マルマンサービス（時計修理事業）を吸収合併。
- 2003年
  - 1月31日 - マルマンコーポレーションが株式会社マルマンプロダクツに時計等雑貨事業を営業譲渡。翌2月1日に、株式会社マルマンプロダクツの全株式を売却。
  - 2月1日 - 株式会社マルマンコーポレーションが（新）マルマンゴルフ株式会社を吸収合併し、（新）マルマン株式会社に商号変更。
  - 4月　韓国のソウルに、合弁会社の株式会社マルマンコリアを設立。
- 2004年2月1日 - 株式交換により、SFCG系投資会社・株式会社T-ZONEホールディングスの完全子会社となる。
- 2005年8月17日 - 本社をSFCG本社所在地の日本橋室町センタービルに移転し、分散している本社業務を統合。
- 2006年
  - 3月1日 - 会社分割により、子会社のマルマンバイオ株式会社（健康食品事業）を設立
  - 10月1日 - 会社分割により、子会社のエムアイトレーディング株式会社（国際事業部門）、マルマンエンタープライズ株式会社（ゴルフ場へのゴルフ用品特販事業部門）を設立。
- 2007年
  - 10月10日 - T-ZONEホールディングスの保有するジャック・アンド・ベティー・トレーディング株式会社の株式50.1%を取得し、同社を子会社化。
  - 2007年12月28日 - T-ZONEホールディングスの保有する株式会社T-ZONEコールセンターの全株式を取得して、同社を完全子会社化。
- 2008年
  - 1月1日 - マルマン株式会社からゴルフ用品販売事業を会社分割し、子会社・マルマンエンタープライズ株式会社に吸収させる。
  - 2月1日 - マルマン株式会社の子会社・マルマンエンタープライズ株式会社が、マルマンゴルフ株式会社（3代目）に商号変更。
  - 3月 - 子会社のジャック・アンド・ベティー・トレーディングの株式50.1%を売却して、子会社ではなくなる。
- 2009年
  - 1月22日 - マルマンの子会社・T-ZONEコールセンターの全株式を株式会社カーチスホールディングスに譲渡、子会社ではなくなる。
  - 4月1日 - 子会社のマルマンゴルフ株式会社を吸収合併。
  - 4月20日 - 本社を東京都中央区から千代田区に移転。
  - 5月29日 - NISグループ株式会社から、合同会社西山荘C.C.マネジメントの持分100%を取得して、子会社化。
  - 10月1日 - 子会社のマルマンバイオ株式会社とエムアイトレーディング株式会社を吸収合併。
- 2011年
  - 1月 - 丸万（香港）有限公司を設立。
  - 10月 - 丸万（上海）体育用品貿易有限公司を設立。
- 2013年9月 - 丸万（北京）商易有限公司を設立。
- 2014年 - 3月及び4月に株式会社マルマンコリアの保有株式をコスモグループ傘下会社に譲渡[14]。
- 2015年10月 - 会社分割により株式会社西山荘C.C.マネジメントを設立。
- 2016年
  - 8月26日 - 株式会社マルマンコリアに対し、デットエクイティスワップによる第三者割当増資を実施。株式会社マルマンコリアが筆頭株主となる[14]。
  - 12月15日 - 合同会社西山荘C.C.マネジメントが保有する、株式会社西山荘C.C.マネジメントの全株式を売却。
- 2017年
  - 7月 - 許京秀及び株式会社COSMO&Companyが保有する株式の一部が、モーツァルトアドバイザーズコリアリミテッドに譲渡されるとともに、筆頭株主である株式会社マルマンコリアがコスモグループからモーツァルトアドバイザーズコリアリミテッド傘下に異動[15]。
  - 9月 - 合同会社西山荘C.C.マネジメントの清算結了。
- 2018年
  - 4月5日 - 株式会社マルマンコリアが株式公開買付けにより、議決権所有割合ベースで37.69%の株式を取得。モーツァルトアドバイザーズコリアリミテッドは傘下のマルマンコリア保有分を含め、議決権所有割合ベースで51.0%の株式を取得し、親会社となる[16]。
  - 7月6日 - 禁煙パイポほか健康食品事業を同日に設立されたマルマンH&B株式会社へ同年10月1日付で吸収分割で移管するなどの事業再編を行うことを発表[7]。
  - 10月1日 - 商号をマジェスティ ゴルフ株式会社へ商号変更。同時に本社を明治生命館7階へ移転した他、健康食品事業をマルマンH&B株式会社へ吸収分割で移管[7][8][9]。筆頭株主の株式会社マルマンコリアはMAJESTY GOLF KOREA Co.,Ltd.に商号変更。
- 2019年9月30日 - MAJESTY GOLF KOREA Co.,Ltd.による株式公開買付けが成立し、85.61%の株式を取得[17]。
- 2020年
  - 1月23日 - 東京証券取引所ジャスダック市場上場廃止[18]。
  - 1月25日 - 株式併合により、MAJESTY GOLF KOREA Co.,Ltd.の完全子会社となる。
  - 12月18日 - マルマンH&B株式会社全株式を、イワキ株式会社へ譲渡[19]。

## 所在地
- 本社 - 東京都千代田区丸の内2-1-1　明治生命館7階
- 松戸工場 - 1ヵ所（松戸市）
- 物流センター - 1ヵ所（松戸市）

## 子会社等
子会社
- MAJESTY GOLF Hong Kong Company Limited - ゴルフ用品の香港での販売。
- MAJESTY GOLF (Shenzhen) Co., Ltd. - ゴルフ用品の中国での販売。
- MAJESTY GOLF USA, Inc. - ゴルフ用品のアメリカでの販売。
- MAJESTY GOLF TAIWAN CO., LTD - ゴルフ用品の台湾での販売。

## かつての子会社
- エムアイトレーディング株式会社 - ゴルフ用品と健康食品の海外への販売事業を行う100%子会社であったが、2009年10月1日にマルマンが吸収合併。
- マルマンバイオ株式会社 - 健康食品事業を行う100%子会社であったが、2009年10月1日にマルマンが吸収合併。
- マルマンゴルフ株式会社 - 100%子会社。ゴルフ用品の販売事業、2009年4月1日にマルマン株式会社に吸収合併され会社消滅。
- ジャック・アンド・ベティー・トレーディング株式会社 - 2007年10月に50.1%の株式を取得して子会社化したが、2008年3月にすべて売却。イベント・展示会への人材派遣業・販促支援業。
- 株式会社T-ZONEコールセンター - コールセンター業務の請負、保険募集事業。100%子会社だったが、2009年1月22日に株式会社カーチスホールディングスに全株譲渡。
  - なお、カーチスホールディングスも同じく当時の親会社であるSFCGの民事再生法の申請の関係で日本振興銀行の子会社になっている。
- 合同会社西山荘C.C.マネジメント - 100%子会社。新・西山荘カントリー倶楽部を経営していたが、事業を株式会社西山荘C.C.マネジメントに分割後、同社の株式を売却。合同会社は清算。
- マルマンH&B株式会社 - 健康食品事業などの販売。2020年12月18日にイワキへ全株式を譲渡。

## スポンサー番組
（いずれも過去）
- クイズところ変われば!?（テレビ東京系）
- プレイガール（東京12チャンネル）
- JNN報道特集（TBS系）
- JNNスポーツデスク（同上）
- NNNきょうの出来事（日本テレビ系）
- 土曜スーパースペシャル（同上）
- FNN DATE LINE（フジテレビ系）
- オールナイトニッポン（ニッポン放送）